# Papa João I
João I (em latim: Ioannes I); (Toscana, 470 - Roma, 18 de maio de 526) foi o Papa da Igreja Católica de 13 de agosto de 523 até a data de sua morte, em 18 de maio de 526. Foi enviado a Constantinopla, em 525, a fim de tentar obter tolerância da parte do imperador Justiniano para os árabes. Obteve sucesso apenas parcial; e no decurso dessa missão foi aprisionado por Teodorico, o Grande, que o havia enviado, em Ravena, Itália.[carece de fontes?]
Desgastado pelas fadigas da viagem e submetido a grandes privações, João não tardou em morrer na prisão.
O seu corpo foi transportado para Roma e enterrado na Basílica de São Pedro.
Seu dia liturgia é dia 18 de maio  e no calendário tridentino no dia 27 de maio.